# Ukryta miłość
Ukryta miłość (hiszp. Un refugio para el amor) – meksykańska telenowela Televisy z 2012 roku, której producentem jest Ignacio Sada. W rolach głównych występują Zuria Vega i Gabriel Soto, zaś w rolę antagonistów wcielają się Jessica Coch, Laura Flores i Frances Ondivela. Produkcja była emitowana w Meksyku na kanale El Canal de las Estrellas o godzinie 16:15.

## Wersja polska
W Polsce telenowela była emitowana po raz pierwszy od 27 sierpnia 2012 do 4 lutego 2013 na kanale TV4 od poniedziałku do piątku o godz. 17.00. Serial był ponownie emitowany na kanale TV4 od poniedziałku do piątku o godz. 6:00 i 18:00. Opracowaniem wersji polskiej zajęło się Studio Publishing. Autorem tekstu był Daniel Wegner. Lektorem serialu był Janusz Kozioł.
W ramówce TV4 telenowelę zastąpił serial Otchłań namiętności.

## Obsada
- Zuria Vega jako Luciana Jacinto Flores/Torreslanda/Linares – służąca w domu Torreslandów, córka Galdino i Paz, siostra Lorenza, biologiczne dziecko Claudia i Aurory, kocha Rodriga – ma z nim dziecko – syna Matteo, odebranego i porzuconego na śmietniku przez Galę i Rosalene tuż po porodzie. Miało to doprowadzić do rozpadu związku Luciany i Rodriga. Przez wiele lat nieszczęśliwa szukała swojego syna, w końcu go odnalazła i pobrała się z Rodrigiem.
- Gabriel Soto jako Rodrigo Torreslanda Fuentes – pracownik w firmie Torreslandów, syn Maxa i Rosaleny, brat Patricia i Jany, kuzyn Aldo i Melissy, siostrzeniec Conny, były mąż Gali – ma z nią dziecko – córkę Alexie, kocha Lucianę, z którą również ma dziecko – synów Matteo i Patricia. Przez intrygi swojej matki poślubił Galę, przez 5 lat prowadził z nią nieszczęśliwe małżeństwo, w końcu się rozwiedli, po czym wrócił do Luciany. Razem w piątkę (Rodrigo, Luciana, Mateo, Alexia i ich syn Patricio) stworzyli szczęśliwą rodzinę.
- Laura Flores jako Rosalena Fuentes Gil de Torreslanda – kobieta ambitna, matka Patricia, Rodriga i Jany, ciotka Aldo i Melissy, siostra Conny, żona Maxa. Ma dwoje wnuków. Pilnowała, aby jej dzieci nie wiązały się z osobami z „niższych sfer”. Bardzo religijna kobieta, jej głęboka wiara i modlitwy doprowadzają ją do schizofrenii. Przez pewien czas leczyła się psychiatrycznie.
- Jessica Coch jako Gala Villavicencio – redaktorka, córka Juliety, była żona Rodriga, ma z nim córkę Alexię. Kobieta żądna władzy i pieniędzy, bez skrupułów, okrutna matka i żona. Zachorowała na nowotwór mózgu, po dwóch latach cierpień popełniła samobójstwo.
- Roberto Blandon jako Maximino Torreslanda – dyrektor firmy Torreslandów, ojciec Patricia, Hannah i Rodriga, mąż Rosaleny, szwagier Conny, wuj Melissy i Aldo, kochanek Vicky. Dobry ojciec rodziny, wspierał swoje dzieci, na końcu również żonę w chorobie.
- Zaide Silvia Gutiérrez jako Paz Flores de Jacinto – przybrana matka Luciany, matka Lorenza, żona Galdino. Mieszka w niewielkiej wiosce w górach.
- Frances Ondiviela jako Julieta „Julie” de Villavicencio – matka Gali, babcia Alexi. Wspiera swoją córkę w każdym jej czynie. Na końcu spada ze schodów i traci nogę.
- Luz María Jerez jako Constanza „Conny” Fuentes Gil – siostra Rosaleny, matka Melissy i Aldo, ciocia Rodriga, Patricia i Hannah, szwagierka Maxa, później żona Oskara. Bardzo dobra kobieta, wspierająca całą rodzinę w trudnych chwilach, zwłaszcza siostrę Rosalene.
- David Ostrosky jako Lic. Claudio Linares – były wspólnik firmy Torreslandów, prawnik, mąż Aurory, biologiczny ojciec Luciany. Spędził 20 lat w więzieniu za oszustwa, których nie popełnił, został oskarżony przez Maximina.
- Humberto Elizondo jako Don Aquiles – ojciec Violety. Żądny władzy mieszkaniec niewielkiej wioski w górach, posiada sklep i wiele ziemi. Umiera na końcu serialu.
- Aleida Núñez jako Violeta Ramos Trueba/Coral – córka Don Aquilesa i Magdy, przyjaciółka Luciany. Pochodzi z niewielkiej wioski w górach. Po śmierci ojca dostaje spory spadek. Prowadzi myjnię samochodową.
- Brandon Peniche jako Patricio Torreslanda Fuentes – syn Maxa i Rosaleny, brat Rodriga i Hannah, kuzyn Aldo i Melissy, siostrzeniec Conny, został sparaliżowany po wypadku podczas wspinaczki. Skrycie kocha Lucianę. Umarł w czasie operacji pod koniec serialu.
- José Carlos Ruiz jako Galdino Jacinto – przybrany ojciec Luciany i Lorenzo, mąż Paz, przyjaciel Aquilesa, umarł na zawał.
- Socorro Bonilla jako Magda Ramos – matka Violety, chrzestna matka Luciany i Lorenza, przyjaciółka Paz.
- Ilean Almaguer jako Jana Torreslanda Fuentes – córka Maxa i Rosaleny, siostra Rodriga i Patricia, kuzynka Aldo i Melissy, siostrzenica Conny, zakochana w Lorenzie, później jego żona. Przez pewien czas mieszkała we Włoszech. Po powrocie zaręczona z Borisem, głównie przez intrygi matki. Ostatecznie zerwała z nim i poślubia Lorenza.
- Tania Lizardo jako Melissa San Emeterio Fuentes – córka Conny, siostra Aldo, kuzynka Rodriga, Patricia i Hannah, krewna Maxa i Rosaleny, zakochana w Claudio Linaresie – ojcu Luciany.
- Erick Diaz jako Lorenzo Jacinto Flores – syn Galdina i Paz, brat Luciany, zakochany w Hannah, później jej mąż. Znienawidzony przez Rosalene. Prowadzi „budkę” z takos.
- Paul Stanley Durruty jako Aldo San Emeterio Fuentes – syn Conny, krewny Rosaleny i Maxa, brat Melissy, kuzyn Rodriga, Hannah, i Patricia.
- Harry Geithner jako Oscar – przyjaciel rodziny Torreslanda, pracownik korporacji, później mąż Conny i przybrany ojciec jej dzieci.
- Maricruz Najera jako Matilde – służąca w domu Torreslandów, w przeszłości niania Roselany i Conny, później także Rodriga, Patricia i Hannah. Bardzo czułą kobieta, Cony, Rosalene, Rodriga, Patricia i Hannah kocha jak własne dzieci.
- Lucia Guilmain jako Brygida – służąca w domu Torreslandów. Plotkara, zawsze w centrum sporów i ciekawych rozmów, zawsze podsłuchiwała.
- Nora Salinas jako Aurora – biologiczna matka Luciany, żona Claudia Linaresa, zmarła wskutek komplikacji po porodzie (pojawia się we wspomnieniach).
- Oscar Bonfiglio jako o.Honesto – ksiądz. Blisko związany z Torreslandami, zwłaszcza z Rosaleną.
- Sachi Tamachiro jako Vicky – kochanka Maximino, kosmetyczka.
- Nicolás Chunga jako Ariché – przyjaciel Luciany.
- Yula Pozo jako  Estela – Siostra Matilde.
- José Antonio Ferral jako  Jeronimo – ojciec Vicky, zmarł na zawał.
- Francisco Rubio jako Fabian – przyjaciel Lorenza. Prowadził z nim budkę z takos.
- Salvador Ibarra jako Marcos – przyjaciel Rodriga i Gabriela, chłopak Fernandy.
- Eduardo Carabajal jako  Gabriel – przyjaciel Rodriga i Marcosa, chłopak Valentiny.
- Araceli Rangel jako  Valentina – przyjaciółka Gali i Fernandy, dziewczyna Gabriela.
- Sugey Ábrego jako  Serena – pielęgniarka, pracowała w Piekle, potem prowadziła myjnię samochodową z Violetą.
- Julián Huergo jako  Boris – były chłopak Jany,za wszelką cenę próbuje ją odzyskać, jest zazdrosny o Lorenza.
- Ana Isabel Corral jako  Lula – przyjaciółka Jany, zakochana w Borisie.
- Eduardo Cuervo jako  Polo – pracował jako barman w  Piekle, zakochany w Violetcie.
- Rafael del Villar jako  Marcial – policjant, zakochany w Violetcie z którą był.
- Federico Porras Jr. jako  Mateo Torreslanda  – syn Luciany i Rodriga
- Soledad Colon jako  Alexia Torreslanda  – córka Gali i Rodriga
- Lupita Lara jako  Chuy
- Salvador Sánchez jako  Chelo

## Nagrody i Nominacje

### Premios TVyNovelas 2013
| Kategoria                      | Osoby           | Wynik     |
| ------------------------------ | --------------- | --------- |
| Najlepsza protagonistka        | Zuria Vega      | Nominacja |
| Najlepszy protagonista         | Gabriel Soto    | Nominacja |
| Najlepszy aktor współpracujący | Brandon Peniche | Nominacja |
| Najlepsze kobiece objawienie   | Tania Lizardo   | Nominacja |
| Najlepsze męskie objawienie    | Erik Díaz       | Nominacja |

## Adaptacje
Jest to remake telenoweli Morelia z 1994 roku (w rolach głównych Alpha Acosta i Arturo Peniche).